# Баабда (район)
Баабда (араб. قضاء بعبدا‎ — Qada' Baabda) — один из 25 районов Ливана, входит в состав провинции Горный Ливан.
Административный центр района — город Баабда.

## География
Район расположен в западной части Ливана и занимает площадь 194 км². На севере граничит с районом Матн, на юге — с районом Алей, на востоке — с районом Захле, на северо-западе — со столичным районом Бейрут, на западе омывается водами Средиземного моря.

## Муниципалитеты
Административно район разделён на 45 муниципалитетов:
- Aabadiyeh
- Aaraiya
- Arsoun
- Baabda — Louayzeh
- Baalchmay
- Bmaryam
- Borj El Brajneh
- Boutchay — Merdacheh
- Bsaba
- Btekhnay
- Bzebdine
- Chbaniyeh
- Chiyah
- Chouit
- Deir El Harf
- Dlaybeh — Aarbaniyeh
- Falougha — Khalouat
- Furn Ech Chebbak
- Ghbayreh
- Hadath Beyrouth — Haret el Botm — Sibnay
- Hammana
- Haret es Sitt
- Haret Hreik
- Hasbaiya El Matn
- Hazmiyeh
- Jouar El Haouz
- Jouret Arsoun
- Kfar Chima
- Kfar Selouane
- Khreibeh
- Kneisseh
- Mreijeh — Tahouitat El Ghadir — Laylakeh
- Ouadi Chahrour El Aaoulia
- Ouadi Chahrour Es Soufla
- Qalaa
- Qobbayaa
- Qornayel
- Qortada
- Qrayeh
- Qsaibeh
- Ras El Harf
- Ras El Matn
- Rouaysset El Ballout
- Salima
- Tarchich